# Karel Niemczyk
Karel Niemczyk (15. února 1914 Karpentná – 31. července 2004 Sydney) byl československý voják a příslušník výsadku Calcium.

## Mládí
Narodil se 15. února 1914 v Karpentné. Otec Jiří byl zaměstnanec nejprve C. k. drah a poté ČSD, matka Zuzana, za svobodna Sikorová byla v domácnosti. Měl tři bratry. Docházku do obecné školy začal v německé škole v Karpetné a dokončil ji na obecné škole v Českém Těšíně. V Českém Těšíně začal studovat na reálném gymnáziu, ale z finančních důvodů studia nedokončil. Začal se učit na zámečníka. Během té doby nastoupil na Vyšší průmyslovou školu strojní v Karviné. Jako čerstvý maturant ale nesehnal místo a proto se rozhodl předčasně narukovat. Základní vojenskou službu zahájil 1. listopadu 1933 u 10. dělostřeleckého pluku v Lučenci. Absolvoval poddůstojnickou školu a propuštěn na trvalou dovolenou byl 14. března 1935 v hodnosti četaře. V červnu 1937 nastoupil do Škodových závodů. Odtud byl odeslán do Dubnice nad Váhom do nově vzniklého závodu. Odtud v lednu 1940 přešel do Maďarska.

## V exilu
Přes Maďarsko a Jugoslávii se dostal do Francie, kde byl 16. dubna 1940 zařazen k dělostřelectvu československé zahraniční armády. Do bojů o Francii nezasáhl. Po jejím pádu byl evakuován do Anglie. Tam připlul 7. července. Zařazen byl k dělostřeleckému oddílu.
V červenci 1941 zahájil výcvik v kurzech pro plnění zvláštních úkolů. Od 19. září do 28. října 1941 absolvoval sabotážní kurz a parakurz. Výcvik pokračoval od 29. srpna 1942 do 15. května 1943 v pokračovacích kurzech: radiotelegrafním a tělovýchovném. Od 24. května 1943 do 1. října 1943 prodělal spojovací kurz u SIS a dále kurz konspirace završený cvičením. Poté odlétl přes Maltu do Alžíru a odtud do Itálie, kam se dostal počátkem ledna 1944.

## Nasazení
Dne 4. dubna 1944 byl společně s dalšími vysazen poblíž Čejkovic v okrese Chrudim. Desant se rozdělil. Společně s Františkem Širokým se ukryli ve Střížkově, odkud navázali kontakt s Radou tří a vysílali do Anglie. Po Odstrčilově smrti pokračoval ve vysílání z Vysočiny. 3. května 1945 byl společně s Širokým a Gemrotem krátce internován sovětskými výsadkáři. Po propuštění se hlásil na MNO v Praze.

## Po válce
Od 1. června do listopadu 1945 sloužil jako telegrafista a šifrant na československém velvyslanectví v Maďarsku. 1. července 1945 byl povýšen do hodnosti poručíka dělostřelectva. V listopadu byl demobilizován a od ledna 1946 nastoupil zpět do Škodových závodů. V lednu 1946 byl povýšen do hodnosti nadporučíka dělostřelectva. Od března 1947 do července 1949 působil jako vedoucí sekretář ve filiálce Škodových závodů v Kábulu. Po výzvě, aby se vrátil zpět do Československa opustil při cestě domů v Bombaji loď a zamířil do Austrálie (mezitím se v Bombaji 7. října 1949 oženil se svou snoubenkou Martou, s tou měl později dva syny).
Do Sydney připlul s manželkou koncem roku. Od ledna 1950 pracoval v továrně na elektrárenské kotle a chemickém závodě. Od roku 1955 pracoval v Imperial Chemical Industries; nejprve jako konstruktér, později jako manažer.
V roce 1988 odešel do důchodu. V roce 1991 byl povýšen do hodnosti podplukovníka pěchoty, hodnost však MNO vrátil zpět. Zemřel 31. července 2004 v Sydney.

## Vyznamenání
- 1944 –  Pamětní medaile československé armády v zahraničí se štítky Francie a Velká Británie
- 1944 –  Československý válečný kříž 1939
- 1945 –  druhý Československý válečný kříž 1939
- 1945 –  Československá medaile Za chrabrost před nepřítelem
- 1945 –  Československá medaile za zásluhy II. stupně